# حمام مکتب خانه بروجن
حمام مکتب خانه بروجن مربوط به دوره قاجار است و در بروجن، مرکز شهر واقع شده و این اثر در تاریخ ۱۰ مهر ۱۳۸۰ با شمارهٔ ثبت ۴۱۸۴ به‌عنوان یکی از آثار ملی ایران به ثبت رسیده است.